# Sonja Gründemann
Sonja Gründemann (* 1977 in Kassel) ist eine deutsche Schauspielerin, Sängerin, Moderatorin, Rednerin und Autorin.

## Leben
Nach dem Abitur studierte Sonja Gründemann von 1997 bis 2000 Betriebswirtschaft an der Dualen Hochschule Mannheim. Anschließend absolvierte sie eine Ausbildung an der Stage School of Music, Dance and Drama in den Fächern Schauspiel, Gesang und Tanz. 
Ihre Theaterkarriere umfasst Engagements in Produktionen wie Musical Affair in Wien sowie Cabaret (2005–2007) und Anatevka (2012) am St. Pauli Theater Hamburg, wo sie mit Gustav Peter Wöhler und Peter Franke zusammenarbeitete. Darüber hatte sie Engagements an Theatern in Bremen und Kassel. Parallel zu ihrer Tätigkeit auf der Bühne arbeitete sie von 2005 bis 2008 als Projektmanagerin für internationale Projekte in einer Eventagentur. Seit 2020 hat sie einen Podcast mit dem Titel „How to impress – souverän und selbstbewusst auftreten“.
Sonja Gründemann lebt in Hamburg.

## Rollen

### Theater
- 2003–2005: Musical Affair (diverse)
- 2005–2007: Cabaret (St. Pauli Theater Hamburg)[3]
- 2009: Ich lieb Dich so wie ich bin (Theaterschiff Bremen)
- 2009: Sekretärinnen (Packhaus Theater Bremen)
- 2009: Sekretärinnen (Komödie Kassel)
- 2009: Beatles on Board (Theaterschiff Bremen)[4]
- 2010–2012: Diverse (Scharlatantheater Hamburg)[5]
- 2009–2013: Me and Mr. Right (Soloprogramm)
- 2012: Anatevka (St. Pauli Theater Hamburg)[6]
- Seit 2014: TYPisch FRAU?! (musikalische Comedy)[7]
- 2016–2019: Plötzlich Mama (musikalische Comedy)
- Seit 2019: Alltagswahnsinn (musikalische Comedy)[8]

### Filmografie
- 2010: Die Pfotenbande, Episodenrolle

### Comedy / Bühnenprogramme
- Seit 2009: Musikalische Comedy (Me & Mr. Right, TYPisch Frau?!, Plötzlich Mama, Alltagswahnsinn)
- Seit 2018: Patin und Moderation Sisters of Comedy[9]
- Seit 2019: Moderation beim Hamburger Comedy Pokal[10]
- 2023: Convention Chair & Moderation GSA Convention (German Speakers Assocation)[11]

## Veröffentlichungen
- „Wie hast Du das gemacht – Band 2“. 2019. Fempress Media, Book on Demand. ISBN 3-74817286-9
- „Märchen für Macher“. 2020. Midas Management. ISBN 978-3-03876-532-5
- „Rampenlicht – Sie suchte die Bühne und fand sich selbst“. Book on Demand, 2023. ISBN 978 3-73472723-8
- „Rampenlicht to go - Leichtigkeit trifft Wirkung - So gelingt Ihr Auftritt“. 2025. Mentoren Media Verlag. ISBN 978-3-98641-168-8